# Élections générales à Malte

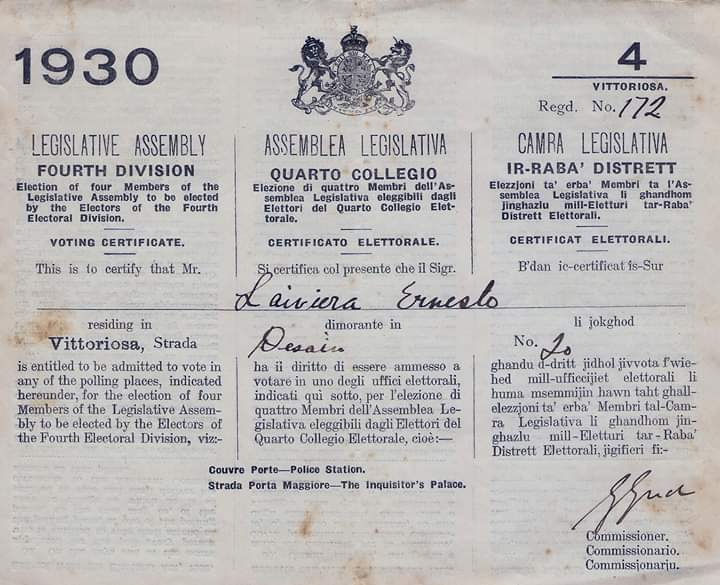
Elections générales à Malte en 1930

Les élections générales à Malte permettent d'élire à la Chambre des députés (en maltais Kamra tad-Deputati, en anglais House of Representatives) les représentants du peuple maltais.

## Historique des résultats
| Parti politique                 | Siège de député |
| ------------------------------- | --------------- |
| Union politique maltaise        | 14              |
| Parti constitutionnel           | 7               |
| Parti travailliste              | 7               |
| Parti démocratique nationaliste | 4               |

| Parti politique                 | Siège de député |
| ------------------------------- | --------------- |
| Union politique maltaise        | 10              |
| Parti constitutionnel           | 10              |
| Parti travailliste              | 7               |
| Parti démocratique nationaliste | 5               |

| Parti politique       | Siège de député |
| --------------------- | --------------- |
| Parti constitutionnel | 15              |
| Parti nationaliste    | 14              |
| Parti travailliste    | 3               |

| Parti politique       | Siège de député |
| --------------------- | --------------- |
| Parti nationaliste    | 21              |
| Parti constitutionnel | 10              |
| Parti travailliste    | 1               |

| Parti politique       | Siège de député |
| --------------------- | --------------- |
| Parti constitutionnel | 6               |
| Parti nationaliste    | 3               |
| Parti travailliste    | 1               |

| Parti politique             | Siège de député |
| --------------------------- | --------------- |
| Parti travailliste de Malte | 9               |
| Parti de Jones              | 1               |

| Parti politique                | Siège de député |
| ------------------------------ | --------------- |
| Parti travailliste de Malte    | 24              |
| Parti nationaliste             | 7               |
| Parti de l'action démocratique | 4               |
| Pari de Gozo                   | 3               |
| Parti de Jones                 | 2               |

| Parti politique                 | Siège de député |
| ------------------------------- | --------------- |
| Parti nationaliste              | 12              |
| Parti travailliste de Malte     | 11              |
| Parti des travailleurs de Malte | 11              |
| Parti constitutionnel           | 4               |
| Parti de l'action démocratique  | 1               |
| Indépendant                     | 1               |

| Parti politique                 | Siège de député |
| ------------------------------- | --------------- |
| Parti nationaliste              | 15              |
| Parti travailliste de Malte     | 14              |
| Parti des travailleurs de Malte | 7               |
| Parti constitutionnel           | 4               |

| Parti politique                 | Siège de député |
| ------------------------------- | --------------- |
| Parti travailliste de Malte     | 19              |
| Parti nationaliste              | 18              |
| Parti des travailleurs de Malte | 3               |

| Parti politique             | Siège de député |
| --------------------------- | --------------- |
| Parti travailliste de Malte | 23              |
| Parti nationaliste          | 17              |

| Parti politique                    | Siège de député |
| ---------------------------------- | --------------- |
| Parti nationaliste                 | 26              |
| Parti travailliste de Malte        | 16              |
| Parti des travailleurs chrétiens   | 4               |
| Parti démocratique nationaliste    | 3               |
| Parti constitutionnel progressiste | 1               |

| Parti politique             | Siège de député |
| --------------------------- | --------------- |
| Parti nationaliste          | 28              |
| Parti travailliste de Malte | 22              |

| Parti politique             | Siège de député |
| --------------------------- | --------------- |
| Parti travailliste de Malte | 29              |
| Parti nationaliste          | 26              |

| Parti politique             | Siège de député |
| --------------------------- | --------------- |
| Parti travailliste de Malte | 34              |
| Parti nationaliste          | 31              |

| Parti politique             | Siège de député |
| --------------------------- | --------------- |
| Parti travailliste de Malte | 34              |
| Parti nationaliste          | 31              |

| Parti politique             | Siège de député |
| --------------------------- | --------------- |
| Parti nationaliste          | 34              |
| Parti travailliste de Malte | 33              |

| Parti politique             | Siège de député |
| --------------------------- | --------------- |
| Parti nationaliste          | 34              |
| Parti travailliste de Malte | 31              |

| Parti politique             | Siège de député |
| --------------------------- | --------------- |
| Parti travailliste de Malte | 35              |
| Parti nationaliste          | 34              |

| Parti politique             | Siège de député |
| --------------------------- | --------------- |
| Parti nationaliste          | 35              |
| Parti travailliste de Malte | 30              |

| Parti politique             | Siège de député |
| --------------------------- | --------------- |
| Parti nationaliste          | 35              |
| Parti travailliste de Malte | 30              |

| Parti politique             | Siège de député |
| --------------------------- | --------------- |
| Parti nationaliste          | 35              |
| Parti travailliste de Malte | 34              |

| Parti politique             | Siège de député |
| --------------------------- | --------------- |
| Parti travailliste de Malte | 39              |
| Parti nationaliste          | 30              |